# 驅動程式檢查器
驅動程式檢查器（Driver Verifier）是Microsoft Windows中包含的一个工具，该工具的功能是将操作系统默认的子程序替换为专门为开发者捕获驱动程序缺陷所用的子程序。在启用该工具后，它将监控和凸显可能因驱动程序导致系统损坏的非法函数调用或操作。它可以模拟一些条件，如低内存、I/O验证、記憶池跟踪、IRQL检查、死锁检测、DMA检测、IRP记录等。检查器通过迫使驱动程序以最少的资源运行使其凸显不太容易发生的潜在缺陷。
驅動程式檢查器（Verifier.exe）在Windows 2000中作为一个命令行实用工具引入。Windows XP起则有了一个便于使用的图形用户界面，称为驱动程序验证程序管理器（Driver Verifier Manager）。每个新版本Windows都会引入一些新的、更加严格检查，用以测试和验证驱动程序是否存在缺陷。
驱动程序验证程序通常不会在生产用途机器上使用。它可能触发某些未被发现并且不太有害的缺陷，从而导致蓝屏，这更容易发生在那些没有经过WHQL测试并数字签名的驱动程序上。如果验证器施加的约束没有在调试后解除，它也会导致驱动程序资源匮乏，从而表现不佳和速度放缓。微软建议不要同时为所有驱动程序进行验证。